# Juan Carlos Letelier
Juan Carlos Letelier Pizarro (20 de maig de 1959) és un exfutbolista xilè.

## Selecció de Xile
Va formar part de l'equip xilè a la Copa del Món de 1982.